# Nitěnka

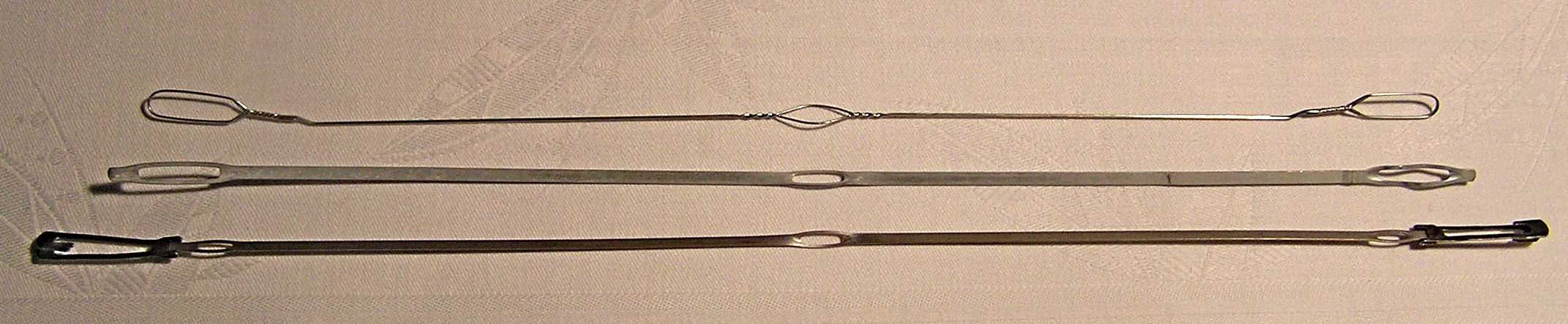
Drátěná, plochá a náhradní nitěnka

Nitěnka (anglicky heddle, německy Weblitze) je prvek tyčinkovitého tvaru sloužící k vedení osnovní nitě při vzniku prošlupu na tkacím stroji, kde jsou sestaveny do brda.

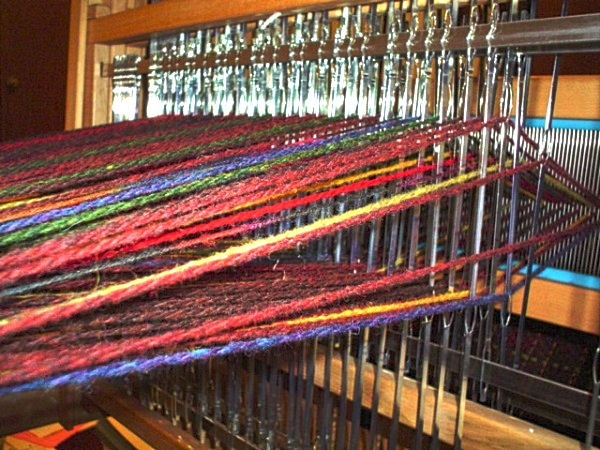
Nitěnky na listovém stroji

## Druhy nitěnek
Nitěnky se zhotovují
- z ocelového drátu s kulatým průřezem cca 0,25-0,90 mm,
- z plochých ocelových pásků s průřezem 9x1,5 mm nebo
- (pro speciální účely) z umělé hmoty s průřezem 7,1x0,47 mm.

(Na hořejším snímku je na třetím místě náhradní součástka, jaká se dá dodatečně nasadit do brda namísto jednotlivých poškozených nitěnek).
Očko – vodič osnovní nitě (obvykle umístěné několik centimetrů nad středem nitěnky) mívá světlost 5,5×1,2 mm pro jemné příze (pod 30 tex) a 7×2 mm pro hrubší materiály. Očka jsou buďto ražená do nitěnky nebo vsazovaná (maillony z kalené oceli s různým stupněm tvrdosti).

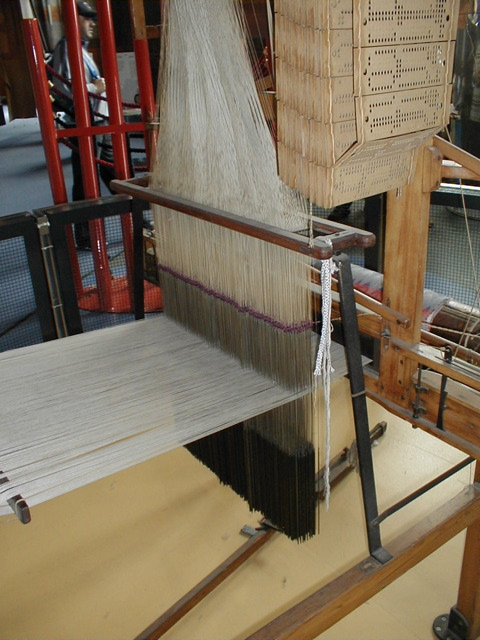
Nitěnky na žakárovém stroji

Nitěnky pro běžné listové tkací stroje mají délku cca 30-50 cm. Do listu se zavěšuje vedle sebe až 20 jednoduchých nitěnek na centimetr, s dvojitými nitěnkami se dá navádět až 28 nití/cm.
Nitěnky pro žakárové ústrojí jsou na tkacím stroji spojeny s řadicími šňůrami a zakončeny ocelovými závažíčky o váze 10 až 30 g. Nitěnky bývají cca 35-65 cm dlouhé, obvykle se vsazovanými očky.
Pro stuhové tkaniny, kovové tkaniny, perlinkovou vazbu, technické tkaniny a další nestandardní použití se zhotovují nitěnky v patřičném speciálním provedení.